# Oreophryne notata
Espèce
Statut de conservation UICN

 DD  : Données insuffisantes
Oreophryne notata est une espèce d'amphibiens de la famille des Microhylidae.

## Répartition
Cette espèce est endémique de Papouasie-Nouvelle-Guinée. Elle n'est connue qu'à Ialibu, dans la province des Hautes-Terres méridionales, et à Tabubil, dans la Province ouest, mais pourrait avoir une répartition plus étendue. Sa présence en Nouvelle-Guinée occidentale est incertaine. Elle se rencontre entre 550 et 1 920 m d'altitude,.

## Description
Oreophryne notata mesure au maximum 25 mm. Son dos est brun gris à brun vert. Son ventre est gris translucide.

## Étymologie
Son nom d'espèce, du latin, nota, « caractère, lettre », lui a été donné en référence au motif en forme de u présent entre son œil et sa lèvre supérieure.

## Publication originale
- Zweifel, 2003 : A new species of microhylid frog, genus Oreophryne, from Papua New Guinea. American Museum Novitates, no 3419, p. 1-8 (texte intégral).